# Лантан-фторидный аккумулятор
Лантан-фторидный аккумулятор — очень мощный химический источник тока с твёрдым электролитом. Анод — металлический лантан или церий, электролит — фторид лантана с добавкой фторида бария (порядка 6 %) или, в случае цериевого анода, фторид церия(III) с добавкой фторида стронция, катод — фторид висмута или свинца с добавкой фторида калия (~ 6 %). Добавки фторидов калия и щелочноземельных металлов способствуют разупорядочению в анионной подрешетке фторидов лантана/церия, что в конечном счете приводит к 6-8-кратному увеличению удельной проводимости твердого электролита.
Ёмкость на единицу объёма свыше 1330 Вт·ч/дм³, энергия свыше 290—350 Вт·ч/кг.

## Параметры
- Теоретическая энергоёмкость: 750 Вт·ч/кг.
- Удельная энергоёмкость (Вт·час/кг): свыше 290—350 Вт·ч/кг.
- Удельная энергоплотность (Вт·час/дм³): около — 1330 Вт·ч/дм³.
- ЭДС: 2,3-2,7 В.
- Рабочая температура: до 400—500 °С.

## Применение
- Используются в составе систем длительного постоянного действия при нормальной температуре.
- В составе автономных источников тока для эксплуатации при высоких температурах.
- В составе тепловых резервных батарей различной мощности и длительности действия, к примеру, для стартерного запуска дизельных двигателей.